# Monastero della Trinità di San Sergio
Il monastero della Trinità di San Sergio (in russo Тро́ице-Се́ргиева ла́вра?, Troice-Sergieva lavra) è il più importante monastero e lavra, ovvero centro spirituale, della Chiesa ortodossa russa. È situato nella città di Sergiev Posad, circa 70 km a nord-est di Mosca, sulla strada che collega la capitale russa con Jaroslavl'. Il monastero fa parte dei patrimoni dell'umanità dell'UNESCO.

## Geografia e clima

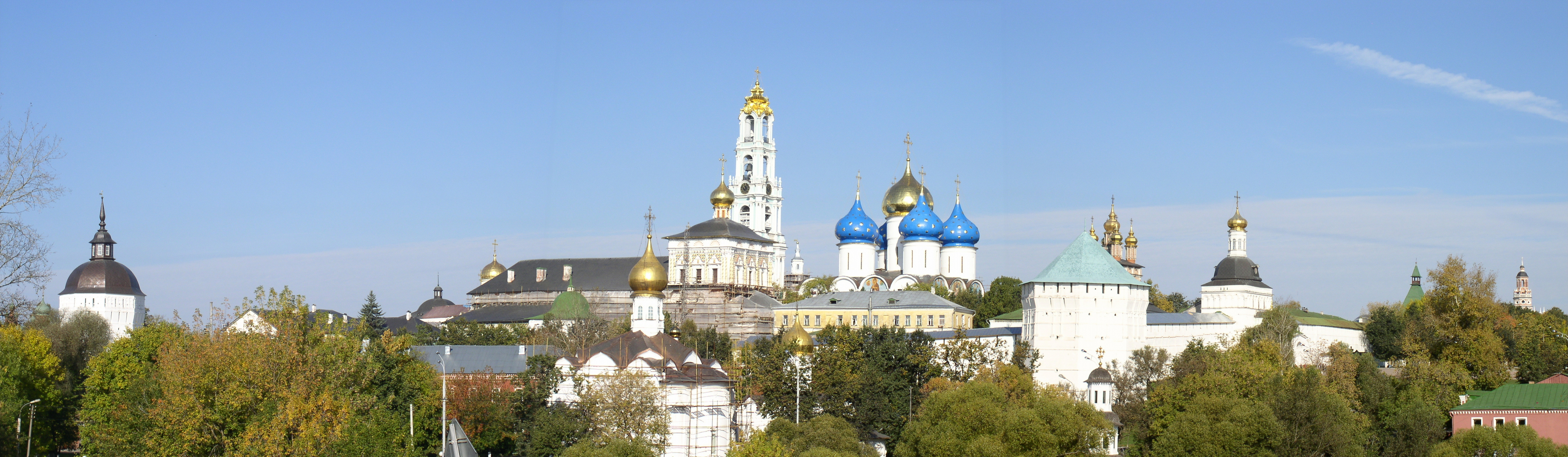
Veduta del Monastero della Trinità di San Sergio.

Il monastero è situato nella città di Sergiev Posad, appartenente all'Oblast' di Mosca. Il clima è molto rigido d'inverno e tiepido d'estate. Infatti, nel mese di gennaio si raggiungono anche i -20 °C; a luglio, invece, si arriva fino a 25 °C. Da novembre a marzo la temperatura può scendere sotto zero. Le nevicate nella stagione invernale sono piuttosto frequenti: da ottobre a maggio le nevicate sono presenti. Il mese più piovoso è luglio, con circa 80 mm di pioggia.
Il monastero è situato circa a 75 chilometri a nord-est da Mosca, la capitale della Russia. Si raggiunge attraverso l'autostrada per Jaroslavl', che verso questa città diviene strada principale. Il complesso dedicato a San Sergio è raggiungibile tramite il treno: si deve scendere alla stazione ferroviaria Jaroslavskij. Il mese di novembre è sconsigliato per fare una vacanza in Russia perché qui è il mese più umido e piovoso.

## Storia
(Arcidiacono Paolo di Aleppo.)
Fondato attorno al 1345 da Sergio di Radonež, il Monastero della Trinità di San Sergio è uno dei più importanti centri religiosi e mete di pellegrinaggio della Russia. Nel 1608, durante la cosiddetta epoca dei disordini, i monaci resistettero all'assedio dell'esercito polacco e intorno al 1680 il giovane Pietro il Grande vi trovò rifugio durante la rivolta degli Strelitzi. Il monastero fu chiuso nel 1919, ma riaprì nel 1946 quando divenne la sede centrale della Chiesa ortodossa russa. Nel 1988 la sede fu trasferita. Il monastero è oggi aperto al turismo.

### XIV secolo
Il monastero fu fondato nel 1345 da uno dei più venerati santi russi, Sergio di Radonež, che, insieme al fratello Stefano Radonež, costruì una chiesa di legno in onore della Santa Trinità all'interno dei boschi presso la collina Makovets, a pochi chilometri dalla città di Radonež. Il santo iniziò da allora una vita eremitica di ascesi vivendo in solitudine per più di un anno. Attirati da questo esempio altri monaci si unirono successivamente a lui finché nel 1354 venne eletto egumeno del monastero. A quei tempi il cenobio era costituito da un insieme di celle in legno disposte in prossimità della chiesa.
Nel 1355 Sergio introdusse una regola monastica inviatagli, secondo la Vita del santo, dall'allora patriarca di Costantinopoli Filoteo, che disponeva la costruzione di edifici ausiliari, come refettori, cucine e forni per il pane. Questa regola fu un modello per i discepoli di Sergio che pochi anni dopo, partendo dal Lavra, iniziarono la predicazione in ogni angolo della Russia centrale e settentrionale, fondando oltre 400 monasteri, tra i quali i più famosi sono quelli di Solovetskij, Kirilov, e Simonov.
San Sergio supportò Dimitri Donskoj nella sua guerra contro i tartari inviando lui due monaci, Peresvet e Osljabja, per partecipare alla battaglia di Kulikovo (1380). Poco prima dell'inizio dei combattimenti Peresvet morì in un duello contro un campione tartaro. Anche a causa dell'appoggio al sovrano russo, il monastero fu devastato e dato alle fiamme durante un raid di un'unità di cavalleria tartara nel 1408.

### XV secolo

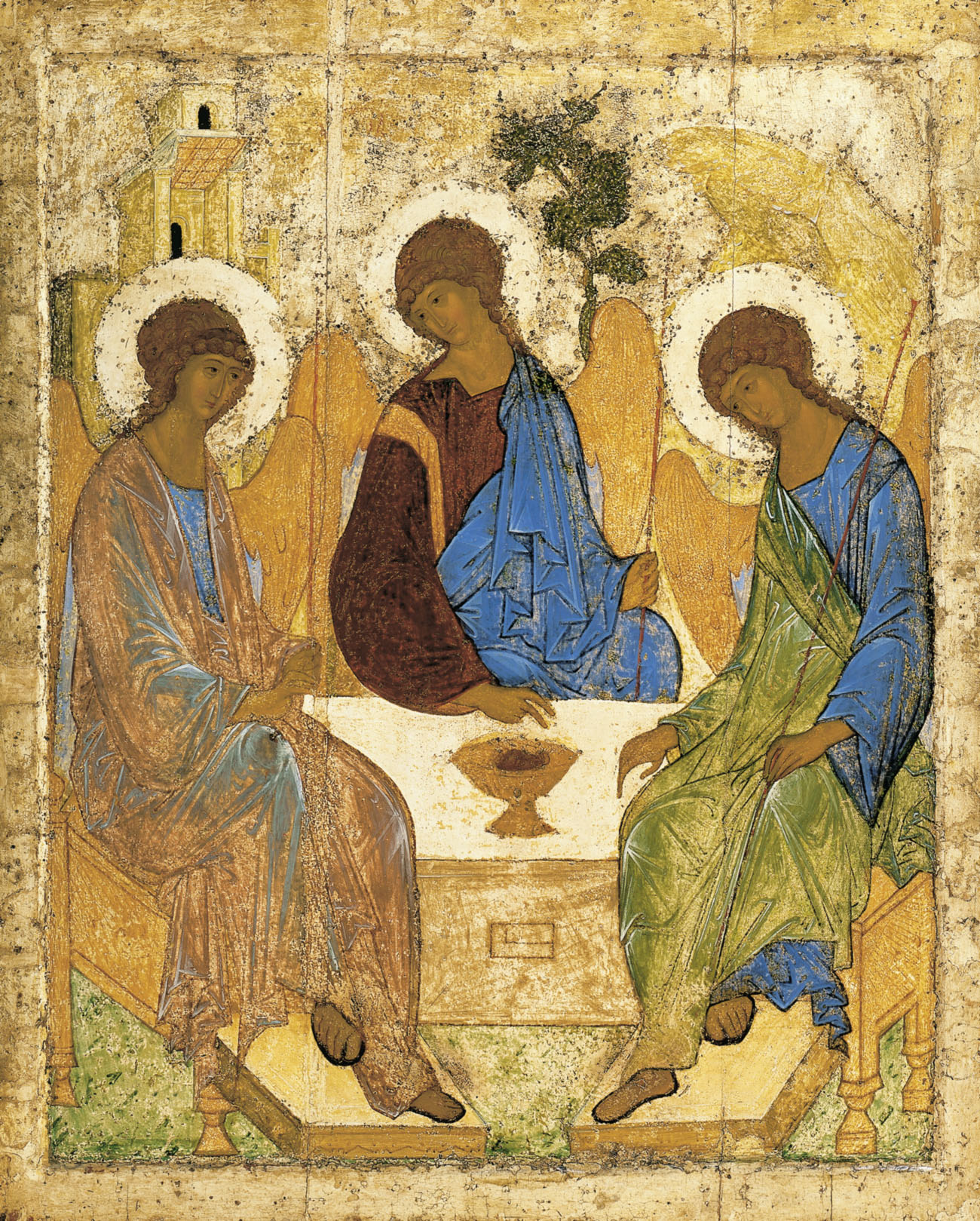
Icona della cattedrale della Trinità.

San Sergio fu dichiarato santo patrono di Mosca nel 1422. Il medesimo anno, per volere del nuovo egumeno Nikon, iniziarono i lavori per la costruzione di una nuova cattedrale in pietra costruita da un gruppo di monaci serbi che avevano trovato rifugio nel monastero dopo la battaglia di Kosovo Polje. Le reliquie di San Sergio furono ivi disposte al termine della costruzione di questa, anch'essa dedicata alla Santa Trinità. I più grandi decoratori di icone viventi in Russia, Andrej Rublëv e Daniil Čërnyj, furono chiamati a decorarla con affreschi.
Nel 1476, Ivan III assunse molti muratori di Pskov per costruire la chiesa dello Spirito Santo, la struttura della quale è una dei pochi esempi rimasti di chiesa russa con annessa torre campanaria. L'interno contiene i primi esempi di decorazione con piastrelle verniciate. All'inizio del XVI secolo fu ampliata da Vasili III.

### XVI secolo
Dal 1551 il monastero ospitò il religioso, umanista e linguista Massimo il Greco, che tradusse i Testi Sacri e la letteratura filosofico-teologica bizantina dal greco al russo ed è venerato come santo.
Nel 1559 Ivan il Terribile commissionò la cattedrale dell'Assunzione che fu portata a termine ventisei anni dopo. La cattedrale, simile alla sua omonima posta nel Cremlino, che sembra essere stata presa come modello, ma molto più larga di quest'ultima, contiene innumerevoli icone, dipinte da diverse mani tra il XVI e il XVIII secolo raffiguranti l'ultima cena. L'interno fu decorato da un gruppo di pittori della vicina Jaroslavl' nel 1684 con affreschi dalle forti tinte blu e violetto. La cripta contiene la tomba di Boris Godunov, della sua famiglia e di alcuni patriarchi ortodossi del XX secolo.
All'evoluzione del monastero in questo secolo corrispose una rapida crescita degli insediamenti posti intorno ad esso che, gradatamente, aumentarono fino a dar luogo alla moderna città di Sergiev Posad. Lo stesso monastero si evolse in un rinomato centro frequentato dai maggiori storici e pittori di icone della Russia. Appena fuori dalle mura del chiostro furono inoltre costruiti il convento di Santa Paraskeva con annesse l'omonima chiesa e la chiesa dell'Introduzione (entrambe del 1547).

### XVII secolo
Verso la fine del XVI secolo il monastero venne fortificato: la palizzata di legno che circondava il chiostro venne sostituita con una di pietra lunga 1,5 km e furono costruite dodici torri di difesa, sempre in pietra. Tali accorgimenti furono indispensabili per il Lavra nel sostenere i sedici mesi di assedio polacco (1608-1610). Nel 1618 un altro assedio, portato da Ladislao IV Vasa, fu nuovamente sostenuto dal monastero il quale, pur non capitolando a fronte dei ripetuti attacchi, fu comunque danneggiato come dimostra l'ammaccatura al portale della cattedrale mai riparato per preservare il ricordo degli scontri. Un altro avvenimento storico di questo secolo degno di nota fu il rifugiarsi all'interno delle mura del monastero del futuro zar Pietro I, che per ben due volte riuscì in tal modo a sfuggire i propri nemici.
Durante il XVII secolo furono aggiunte al monastero numerose strutture, quali un piccolo e lussuoso palazzo in stile barocco che ospitava i patriarchi, un palazzo reale con la facciata dipinta a scacchi, un refettorio intitolato a san Sergio, anch'esso dipinto con motivi a scacchiera, con i suoi 510 metri quadrati era considerato la stanza più grande di tutta la Russia, nuove celle per i monaci, un ospedale per la comunità e una cappella costruita al di sopra di un pozzo santo scoperto nel 1644. La cattedrale a cinque cupole dedicata alla natività di San Giovanni Battista fu inoltre commissionata dalla famiglia Stroganovy e costruita appena oltre i cancelli del Lavra tra il 1693 e il 1699.

### XVIII e XIX secolo

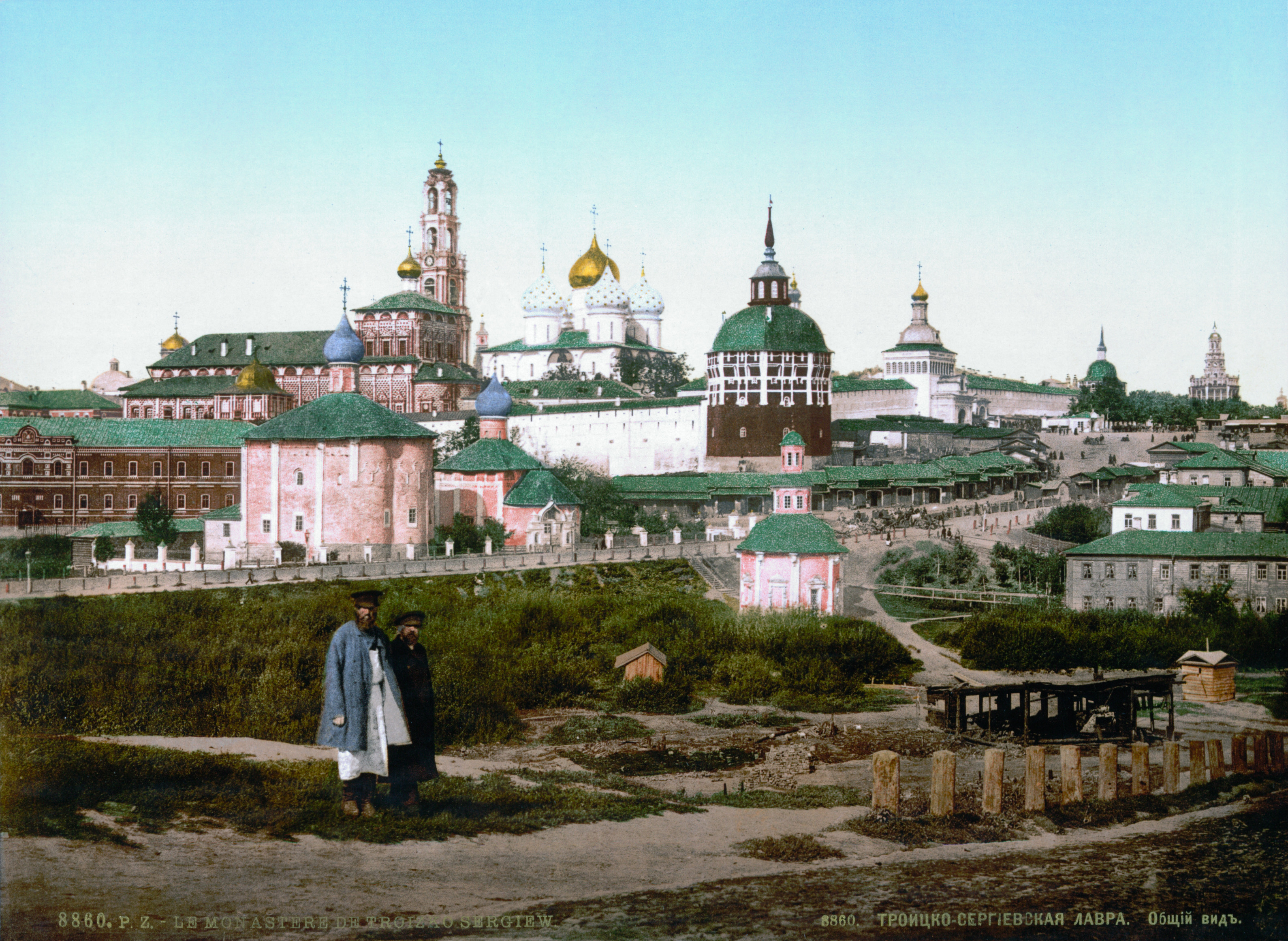
Il Lavra nel 1890.

Nel 1744 l'imperatrice Elisabetta conferì al monastero il titolo di Lavra, attribuendo la carica di archimandrita al Metropolita di Mosca. Elisabetta favorì in più modi il monastero e manifestò la propria venerazione verso di questo compiendo ogni anno un pellegrinaggio a piedi fino al Lavra. Il suo sposo segreto, il conte Aleksej Razumovskij, oltre ad accompagnarla in questi viaggi commissionò la chiesa della Beata Vergine di Smolensk, l'ultimo grande luogo di culto ad essere costruito all'interno delle mura claustrali. Un altro segno di affetto di Elisabetta per il monastero fu la costruzione, ordinata dalla sovrana, di una torre campanaria barocca che, con i suoi 88 metri, fu la più alta struttura costruita in Russia fino a quel tempo. I suoi architetti furono Ivan Mičurin e Dmitrij Uchtomskij. Per tutto il XIX secolo il Lavra mantenne il suo status di monastero tra i più importanti di Russia. Nel 1814 una accademia ecclesiastica sostituì il seminario costruito nel 1742. Il Lavra conteneva inoltre una delle più supreme collezioni di manoscritti medioevali presenti al mondo, in grado di attirare migliaia di visitatori. Durante questo secolo, nel territorio monasteriale furono sepolti i filosofi conservatori Konstantin Nikolaevič Leont'ev e Vasilij Vasil'evič Rozanov.

### XX secolo

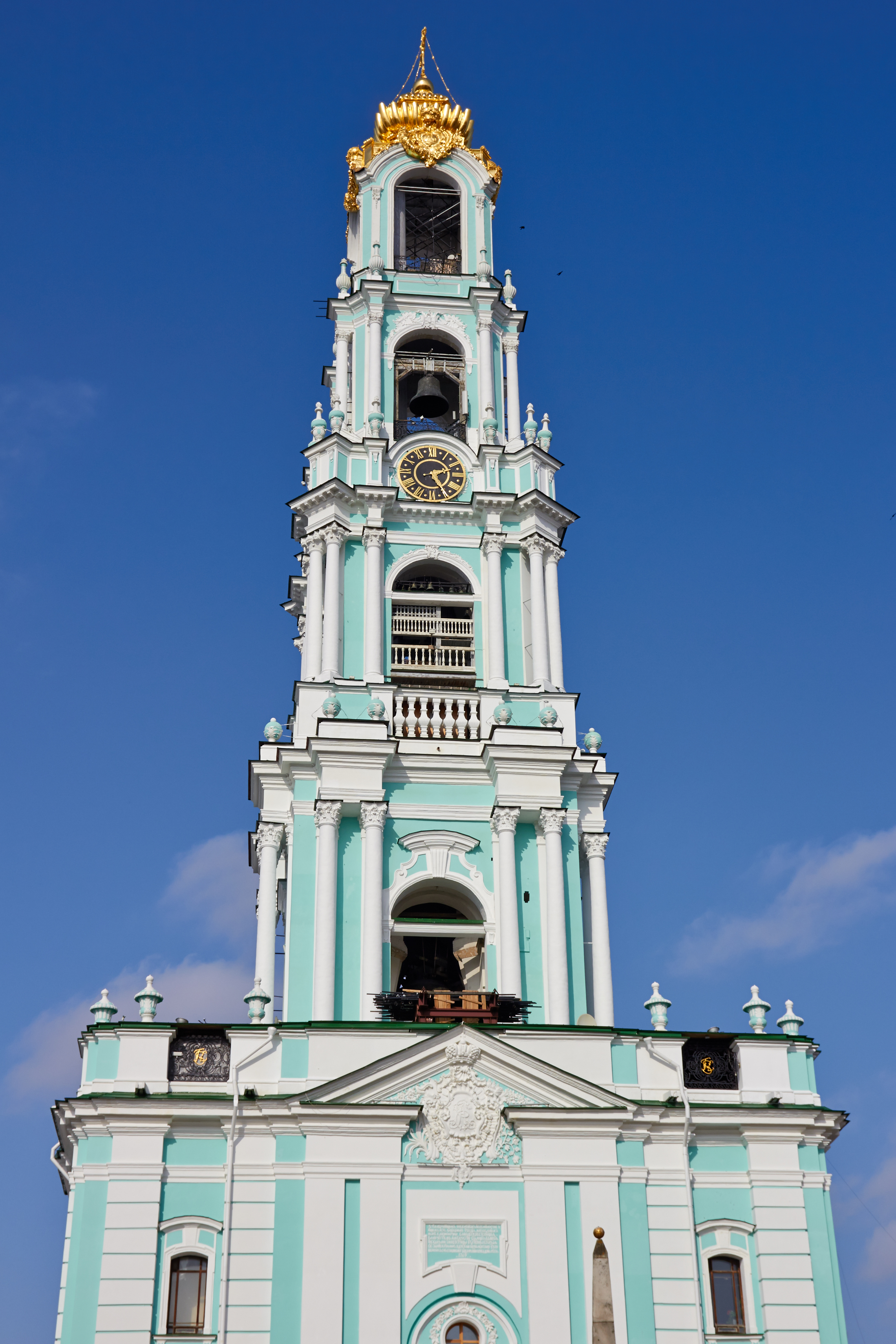
Torre campanaria (1740-1770).

Dopo la rivoluzione russa del 1917, il governo sovietico chiuse il monastero nel 1920, affidando le costruzioni a differenti istituti cittadini o trasformandoli in museo. Nel 1930 le campane del monastero, inclusa la campana degli zar, dal peso di oltre 65 tonnellate furono fuse, i manoscritti dispersi in differenti collezioni.
Dopo che, nel corso della seconda guerra mondiale, il governo aveva attenuato il contrasto all'attività della Chiesa ortodossa russa, il Lavra tornò proprietà di quest'ultima nel 1945. Il 16 aprile 1946 fu celebrato il primo servizio divino dopo la chiusura sovietica, nella chiesa dell'Assunzione. Il monastero fu inoltre la sede del patriarca di Mosca fino al 1983, quando quest'ultimo fu autorizzato a trasferirsi al monastero Danilov di Mosca.
Il celebre cosmonauta Jurij Gagarin visitò il monastero nel 1964, insieme ad un amico. Giunti nel luogo sacro, Gagarin fu riconosciuto dalla folla e il rettore del monastero lo invitò ad andare nella sua cella. Gagarin rispose: «Padre, andiamo prima alle reliquie di San Sergio - e poi ovunque». Dopo essersi recato a vedere le reliquie, il cosmonauta chiese al suo amico se avesse sentito qualcosa durante l'adorazione delle reliquie. L'amico rispose: «Sì. Una sorta di grazia, Jura» e Gagarin replicò: «Vedi, significa che non è stata una mia impressione».
Importanti lavori di restauro furono posti in essere tra gli anni sessanta e i settanta del XX secolo. Nel 1993 è stato dichiarato dall'UNESCO patrimonio dell'umanità.

## Il monastero

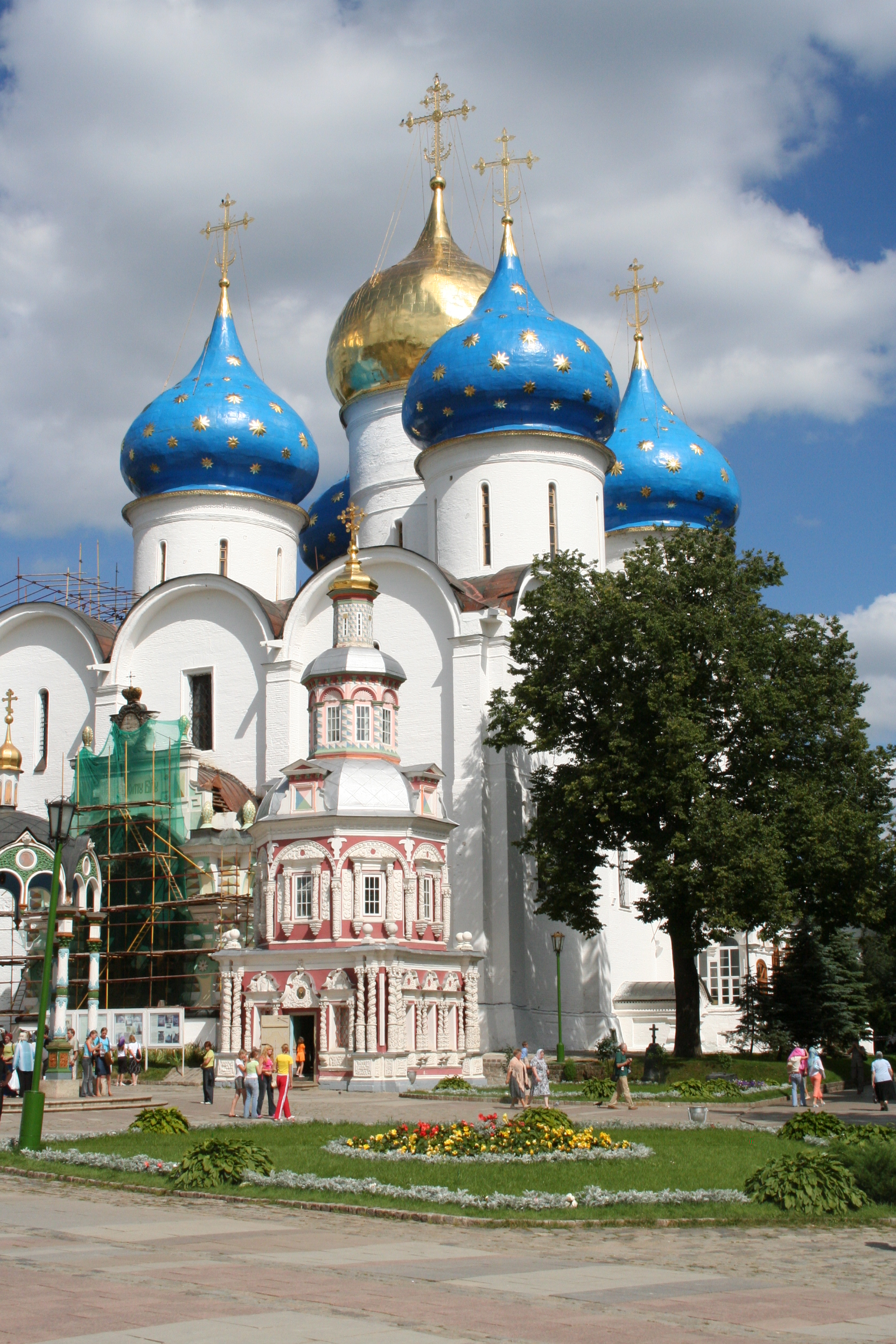
La Cattedrale della Dormizione.

All'interno del Monastero della Trinità di San Sergio vi sono molte attrazioni, le più visitate delle quali sono la Cattedrale dell'Assunzione, la Cattedrale della Trinità e il Refettorio di San Sergio. Ci sono molte altre chiese, un palazzo che ospita gli appartamenti degli zar e il refettorio, dedicato a San Sergio. È particolare il campanile, dagli esterni molto decorati, intonacati in azzurro e in bianco.

### Cattedrale della Dormizione
Questa cattedrale, dalla cupola centrale dorata, circondata da altre quattro blu con stelle brillanti, è situata nel cuore del monastero. Ivan il Terribile la commissionò nel 1559 per celebrare la vittoria sui Mongoli a Kazan'. Fu completata 26 anni più tardi.

### Cattedrale della Trinità
Questa bellissima cattedrale bianca è decorata con frontoni kokošiniki su un triplice fregio ed è il più antico edificio in pietra del monastero. Fu eretta sulla tomba di San Sergio nel 1422, anno della sua canonizzazione. Le spoglie del santo sono racchiuse in una teca all'interno della cattedrale e sono ancora meta di pellegrinaggio.

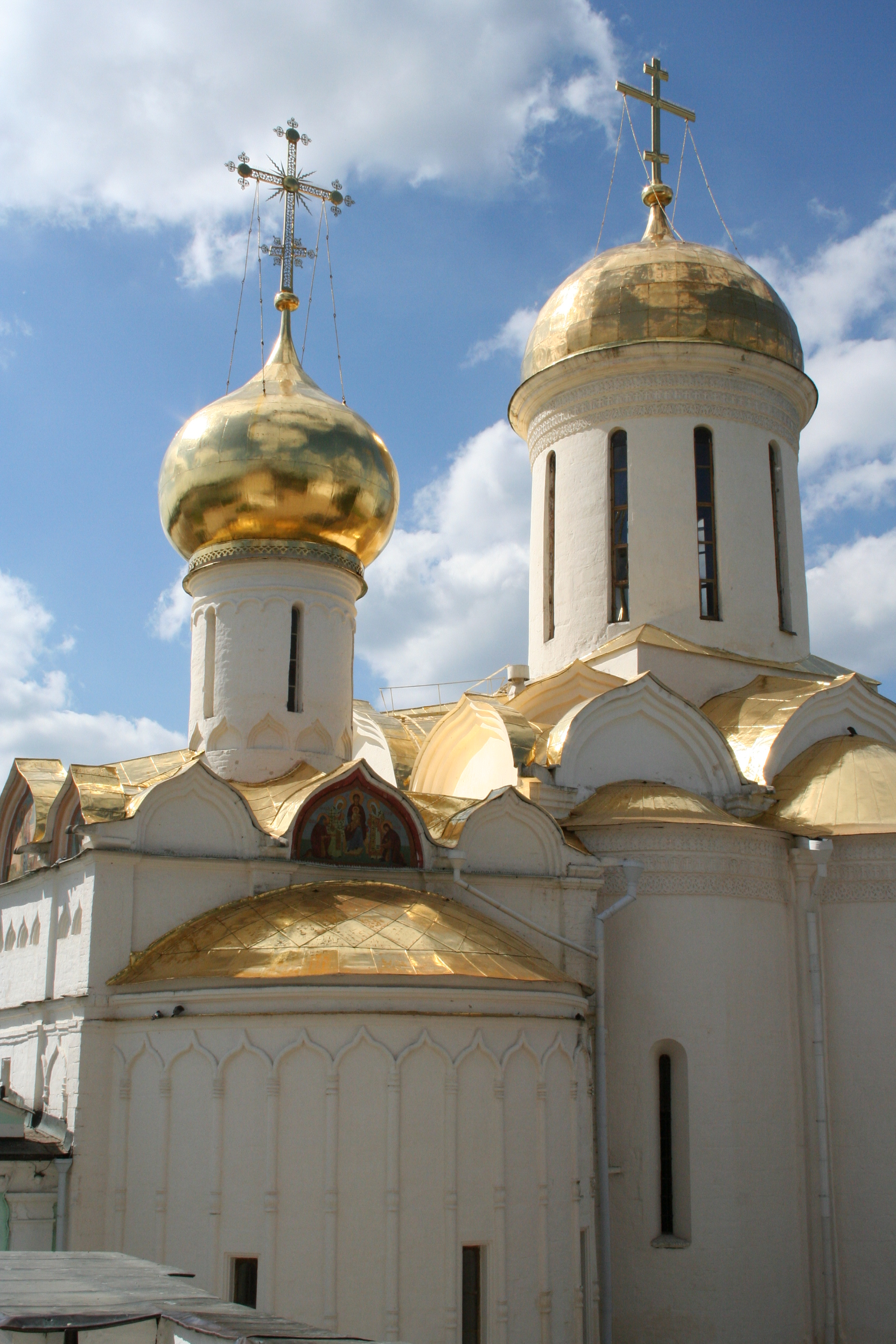
La Cattedrale della Trinità.

### Refettorio di San Sergio
I lavori di costruzione del refettorio dei monaci iniziò nel 1686, e fu terminato nel 1692, grazie il denaro donato da Pietro il Grande e il fratellastro, Ivan V, in segno di gratitudine per il rifugio dato durante la rivolta degli Streltzi. Le mura esterne sono divise in una serie di pannelli, recanti in cima delle conchiglie smerlate e intagliate. I pannelli sono separati da colonne decorate con foglie di vite e ciascuno di essi è dipinto in modo da simulare una sfaccettatura tridimensionale simile a quella del Palazzo dei diamanti del Cremlino di Mosca. La facciata principale del refettorio ha un terrazzo coperto da ricchi decori. Alla sua estremità a est c'è la chiesa di San Sergio, la cui iconostasi arrivò dalla chiesa di San Nicola situata a Mosca nel 1688. Il delicato lavoro a traforo dell'iconostasi sembra metallo, ma in realtà è legno.

### Campanile
Si innalza sul lato nord della piazzetta delle cattedrali. La sua costruzione durò dal 1741 al 1768. È alto 88 metri, vale a dire 11 metri in più del campanile del monastero di Novodevičij e 6 in più del campanile di Ivan il Grande, nel Cremlino di Mosca. L'originale aspetto architettonico, grazie al quale il campanile viene annoverato tra i più belli di tutta la Russia, è opera dell'architetto Uchtomskij. I suoi cinque piani di particolare forma ed eleganza, la ricercatezza delle finiture e degli ornamenti ne fanno uno dei maggiori monumenti dell'architettura russa del XVIII secolo. Sul campanile era appesa una silloge unica di campane che fu seriamente danneggiata nel 1930. In quell'anno ne furono distrutte ben 25, tra di esse anche la più grande di tutta la nazione il cui peso raggiungeva le 64 tonnellate. Il peso della nuova campana, la campana zar (in russo Car Kolokol', Цар Колоколь), che fu fusa nel 2003 raggiunge le 72 tonnellate.

### Altre chiese

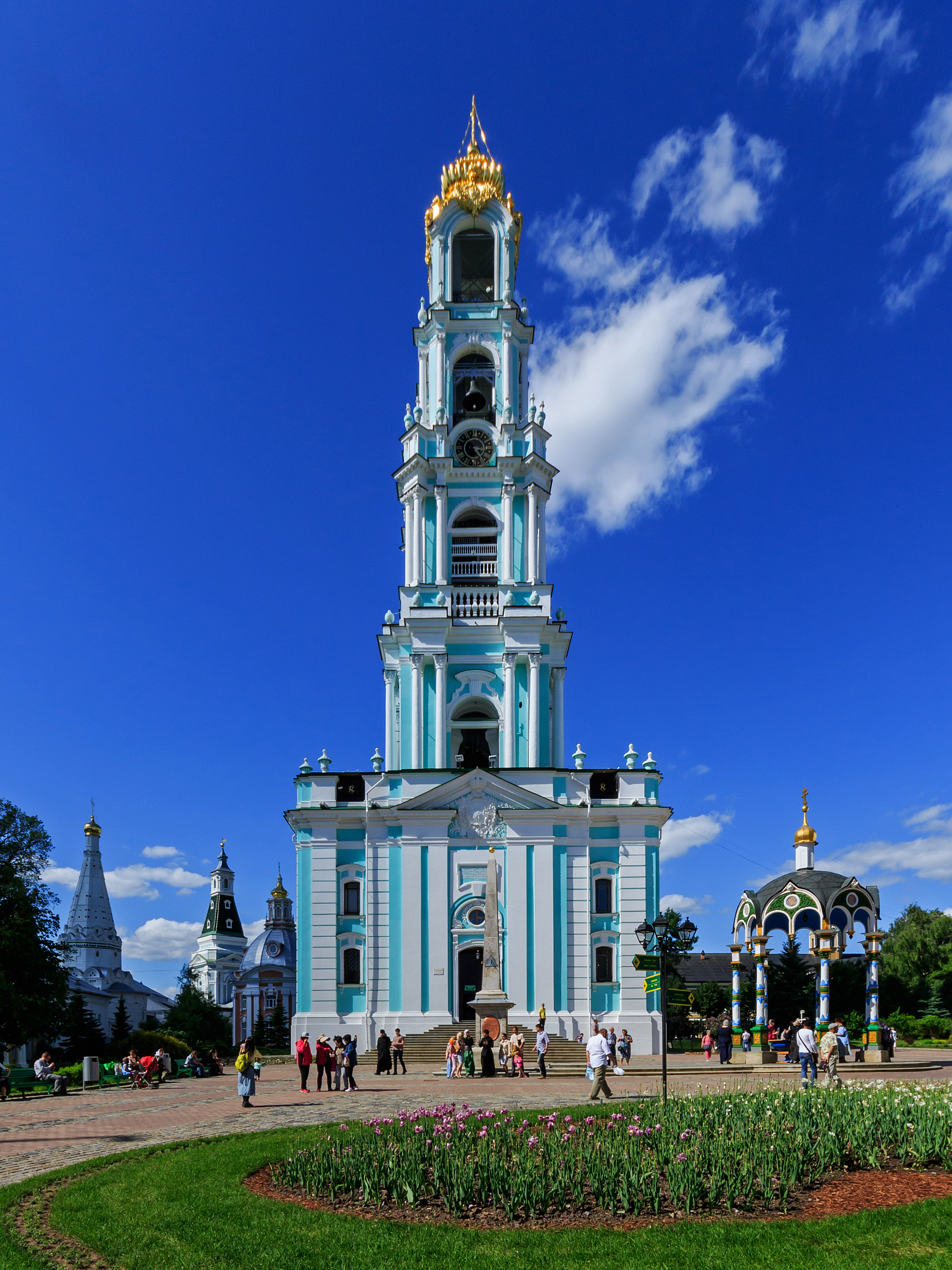
La torre campanaria.

Ci sono cinque chiesette all'interno delle mura del monastero. La più antica è quella dello Spirito Santo, costruita nel 1476 da un artigiano di Pskov, città a nord-est di Mosca. L'infermeria e la successiva chiesa dal tetto a piramide dei santi Zosima e Savvatij fu costruita tra il 1635 e il 1638. La Cappella sul Pozzo fu eretta nel XVII secolo su una sorgente sacra. La vicina rotonda aperta fu aggiunta nel XIX secolo. I pellegrini vengono ancora oggi al monastero per riempire d'acqua santa le loro bottiglie. Di fronte alla chiesa di San Sergio c'è la piccola chiesa di San Michele. Questa, con una singola cupola, prende il nome da un discepolo di San Sergio, che è sepolto al suo interno. La chiesa barocca della Vergine di Smolensk, una piccola rotonda blu e bianca, è del 1745: è l'ultima delle chiese del monastero ad essere stata costruita e ospita l'icona della Vergine da cui prende il nome.

### Chiesa di San Nikon
La Chiesa di San Nikon si trova dietro la Chiesa della Trinità. Fu eretta nel 1548 sulla tomba di san Nikon, un discepolo di San Sergio, nel 1428. Il suo aspetto odierno deriva dalla completa ricostruzione avvenuta nel 1623. Al suo interno è da vedere l'iconostasi dorata e il ciborio sopra la tomba di san Nikon. Nell'angolo nord-occidentale della chiesa, in un reliquiario di legno intagliato, vi sono stati deposti i resti di San Nikon. La festa del santo ricorre il 30 novembre, il giorno in cui qui viene celebrata una Santa Messa in suo onore.

### Chiesa dello Spirito Santo
Situata ad est della cattedrale della santa Trinità, la chiesa dello Spirito Santo delimita la parte sud-orientale della piazzetta delle cattedrali. Essa fu costruita nel 1476 dagli architetti di Pskov, una città a nord di Mosca, e si presenta come un grande esempio di architettura moscovita del XV secolo per la particolarità del suo campanile sovrastato da una cupola blu con strisce dorate. Appesa al campanile c'era una campana i cui rintocchi, al tempo dell'assedio del monastero da parte delle truppe polacche e lituane (1608-1610), avvisavano i monaci del pericolo. La chiesa dello Spirito Santo è abbellita, al suo interno, da una iconostasi in legno di rosa e da icone dipinte nella metà del XIX secolo. Nella parete nord della chiesa sono sepolti i resti di san Massimo il Greco (1556); su quella meridionale, invece, sono custodite le spoglie di sant'Antonio di Radonež (1877).

### Chiesa dei Santi Zosima e Saba
La chiesa si trova nell'angolo nord-occidentale del monastero. Costruita tra il 1635 e il 1637, divenne sede dell'ospedale del complesso. Le sue proporzioni architettoniche e la facciata abbellita dall'uso di mattonelle verdi, ne fanno uno dei più interessanti monumenti della prima metà del XVII secolo. Costruita grazie agli sforzi di Alessandro Bulatnikov, nominato cellario della Trinità dai monaci del monastero di Solovetskij, essa, probabilmente, ha avuto come modello la cattedrale dell'Intercessione (ora non più esistente), la chiesa più importante del monastero di Solovetskij.

### Chiesa di San Giovanni Battista
La chiesa è situata nella parte orientale del monastero, sopra la grande apertura ad arco dove, fino allo spostamento (avvenuto a metà del XVI secolo) del muro di cinta verso est, era situata la porta santa, principale ingresso al monastero. La chiesa fu costruita tra il 1692 e il 1699 grazie al finanziamento del mercante e uomo d'affari Stroganov (1656-1715). La chiesa è ritenuta uno degli edifici in stile barocco moscovita più significativi. Il tetto della chiesa è sovrastato da cinque cupole dorate. Gli affreschi sono stati rifatti nel 1948 e imitano quelli originali del 1872. Un'iconostasi del XIX secolo ne impreziosisce l'interno. Nell'atrio è custodita una stufa del XVII secolo. In questa chiesa avviene la confessione dei pellegrini.

### Chiesa di San Michea

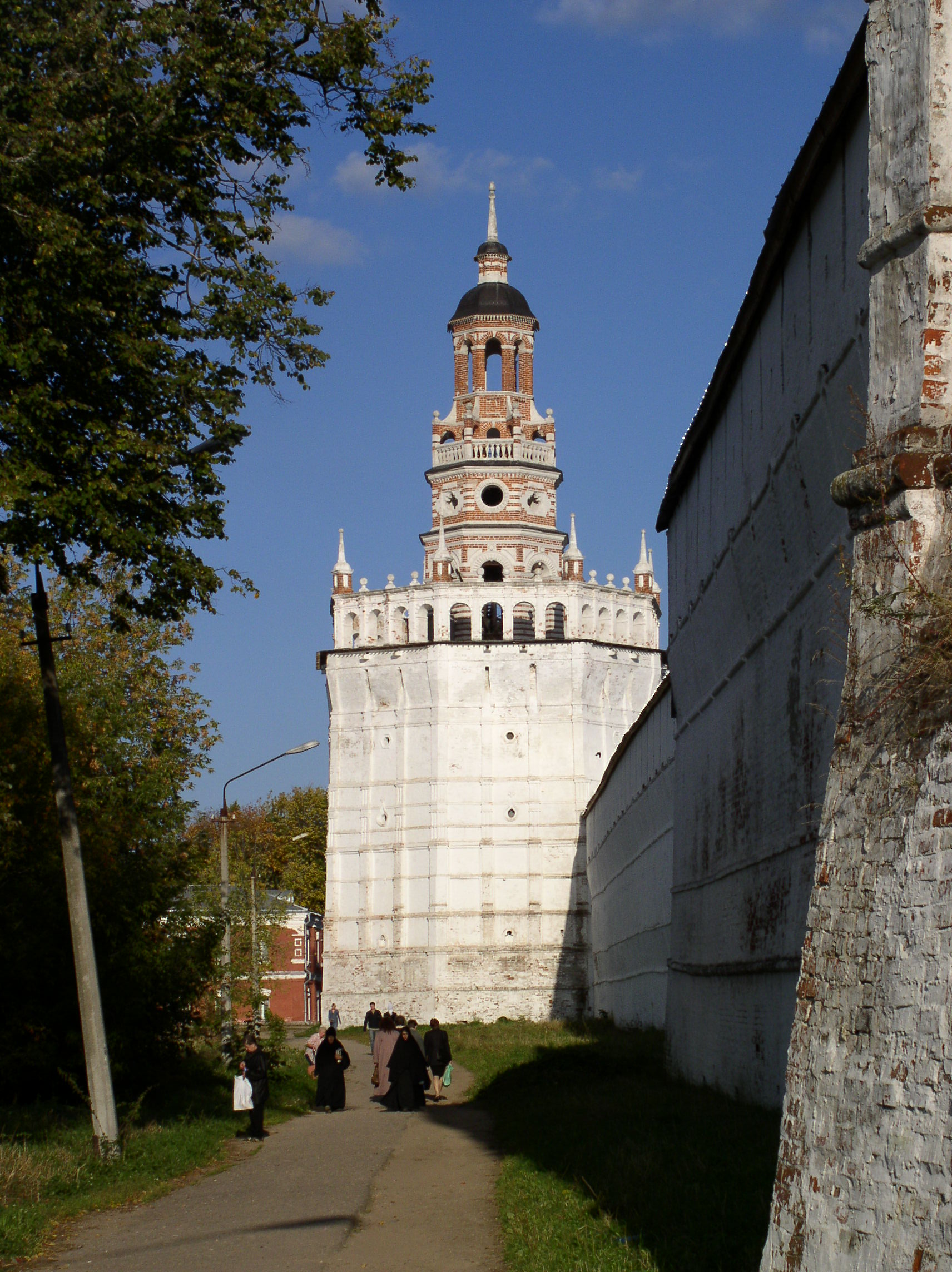
La torre del duca (1650).

Fu costruita nel 1734 sulla tomba del santo che fu discepolo e cellario di san Sergio. La chiesa è situata presso l'uscita nord-occidentale del refettorio. È una chiesa di modeste dimensioni, la cui parte superiore termina con un complesso tetto il cui stile è detto all'olandese e una cupola in miniatura sovrastata da una croce. Al suo interno si trova una piccola iconostasi del XVIII secolo. Le pareti sono abbellite da pitture ad olio del XIX secolo. Le spoglie di san Michea sono la principale reliquia della chiesa. Il santo è festeggiato il 19 maggio, giorno nel quale si svolge una Santa Messa.

### Palazzi e musei
Tra i tesori del monastero ci sono doni degli zar custoditi nell'ex sacrestia e tesoriera. I visitatori possono ammirare preziose copertine dorate con icone, croci e vangeli, oltre alla bara del fondatore del monastero, San Sergio. Realizzati nel tardo XVII secolo per lo zar Alessio Michailovič, di cui i suoi appartamenti ospitano un collegio teologico. Alcune parti all'esterno sono decorate in modo da sembrare sfaccettate. Nell'angolo sud-ovest del monastero c'è il Palazzo dei metropoliti del XVIII secolo, il primo a ripristinare la funzione religiosa quando i sovietici permisero ai metropoliti e ai patriarchi di ritornare nel 1946.

### Torri
Il Monastero della Trinità di San Sergio fu edificato durante il regno di Ivan il Terribile. Le mura sono alte 12 metri e risalgono, nel loro stato attuale, al tardo XVII secolo. L'entrata principale è costituita dalla Torre Bella nella cui arcata affreschi raffigurano scene della vita di San Sergio. Dietro questa torre c'è la Chiesa di San Giovanni Battista. All'estremità nord delle mura vi è la Torre dell'Anatra, così chiamata perché si dice che da qui Pietro il Grande sparasse alle anatre. La guglia, con l'anatra intagliata, e gli ordini superiori sono degli anni 1672-1686. Il leggero campanile a cinque ordini, blu e bianco, è stato costruito tra il 1741 e il 1769.

## Galleria d'immagini

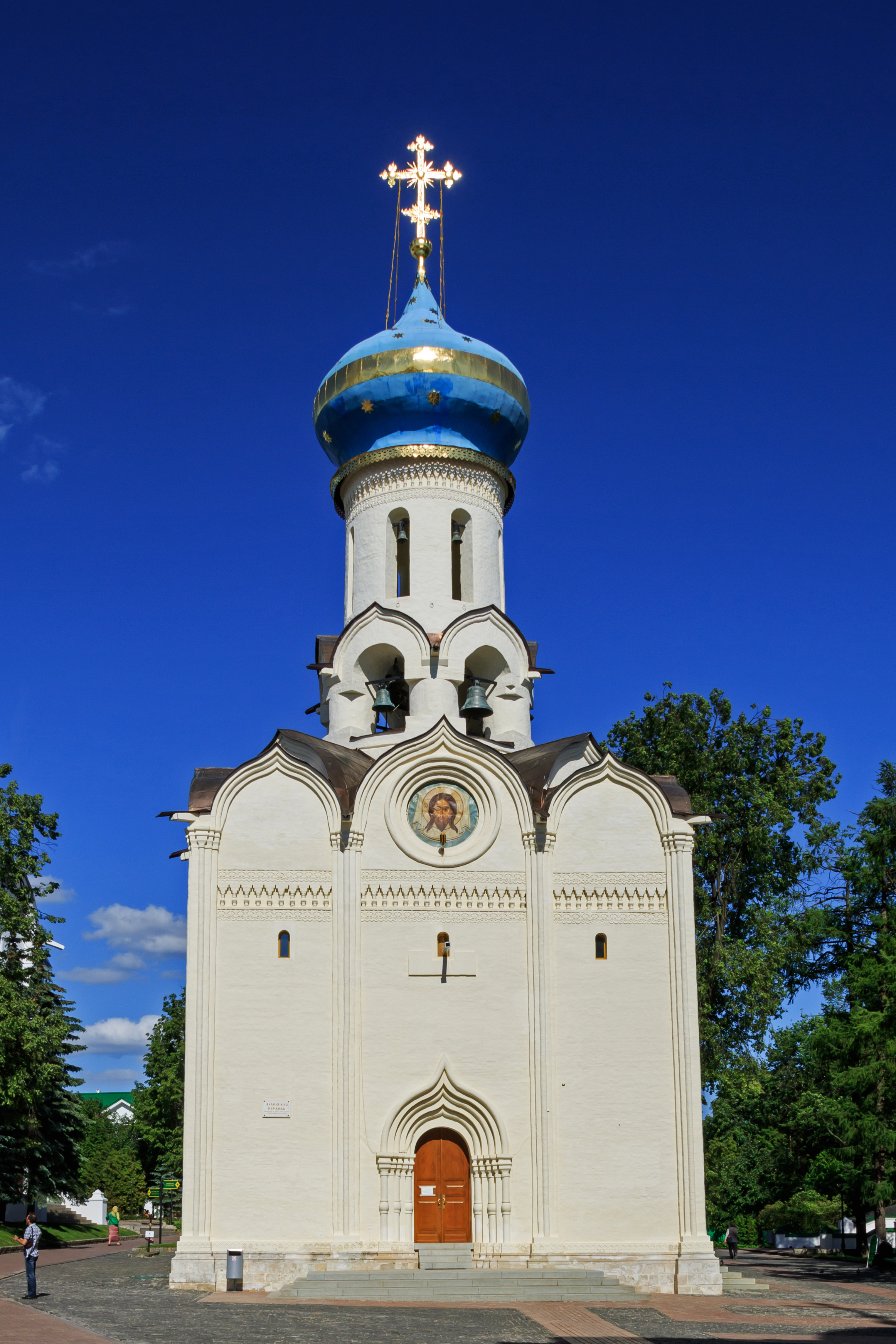
Chiesa dello Spirito Santo (1476).
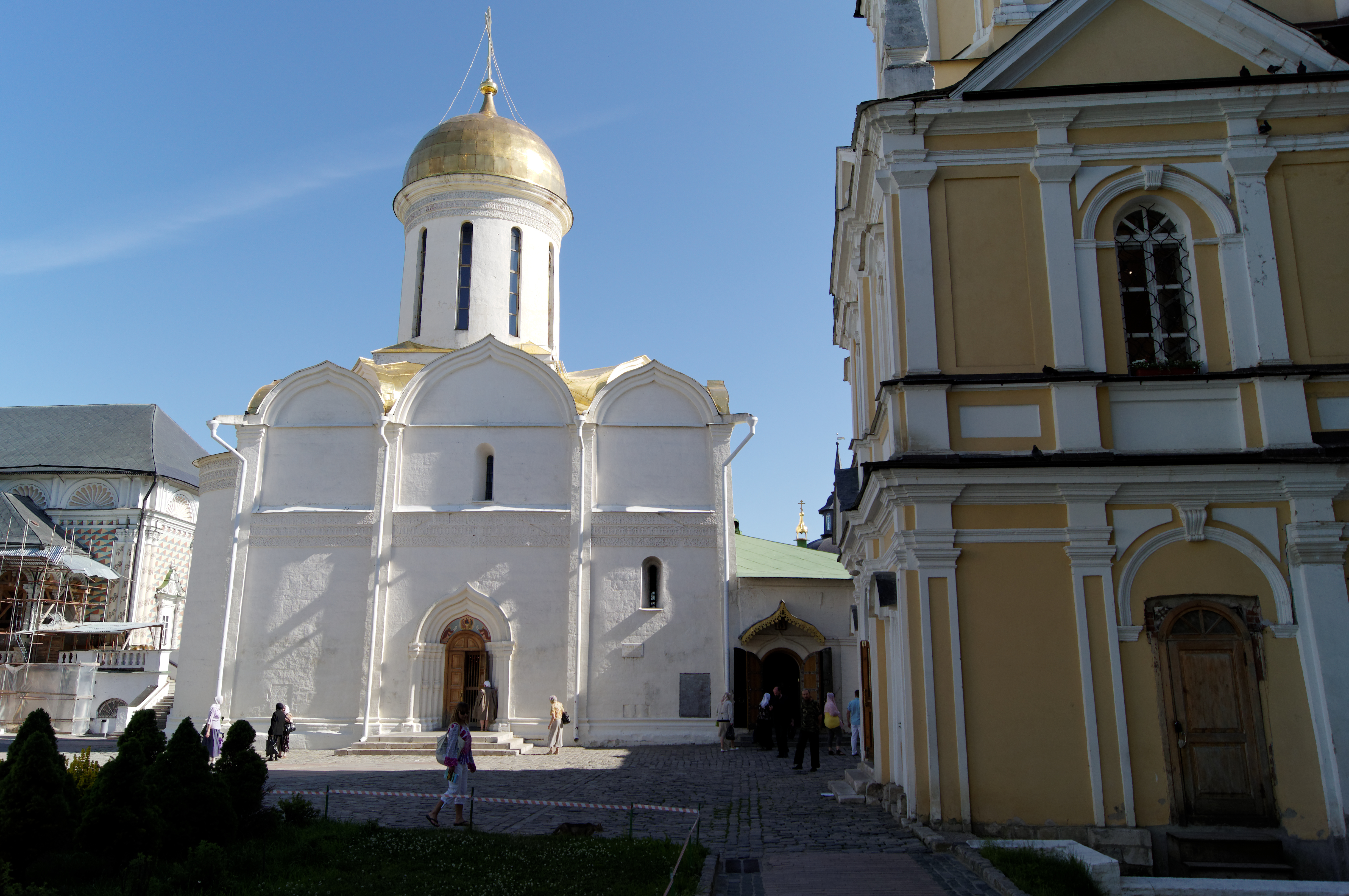
Cattedrale della Trinità (1422-1423).
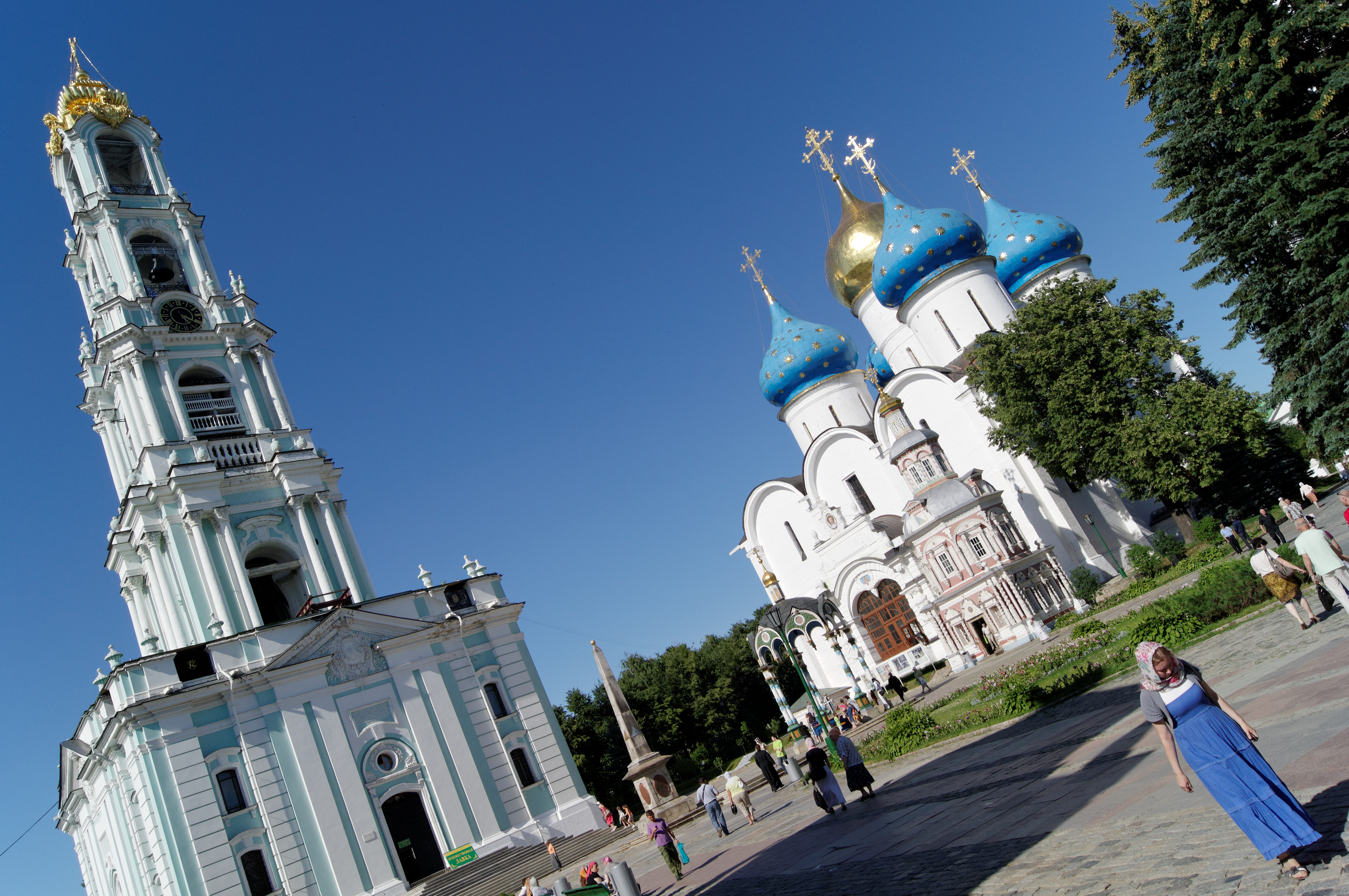
Torre campanaria.
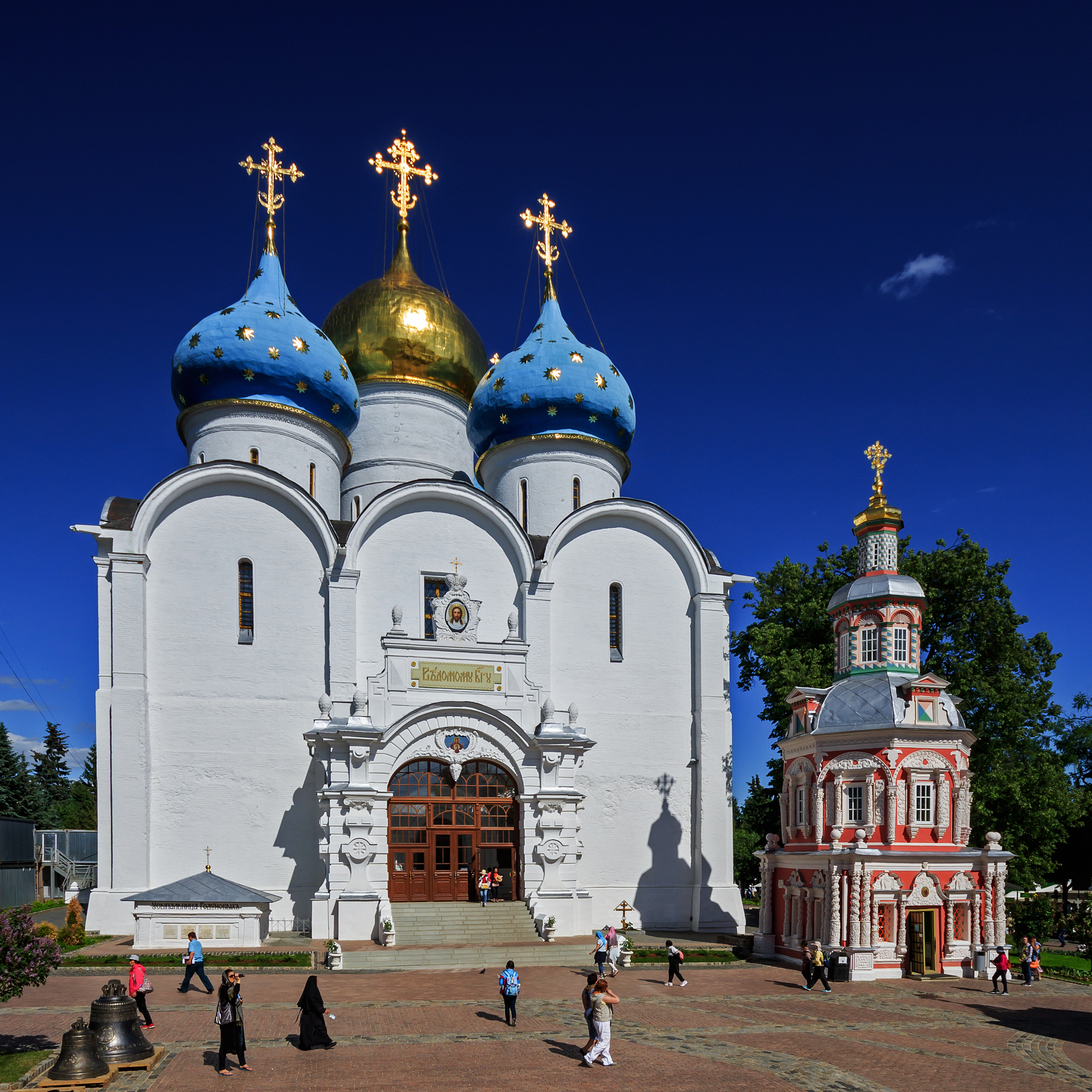
Cattedrale dell'Assunzione.